# Samidoun
Samidoun (arabisch صامدون, DMG Ṣāmidūn ‚Standhafte‘; englisch Samidoun Palestinian Prisoner Solidarity Network) ist eine 2012 in den Vereinigten Staaten gegründete Organisation, die sich selbst als „Solidaritätsnetzwerk für palästinensische Gefangene“ bezeichnet. Als solches konzentriert es sich auf die Forderung nach der Freilassung von Personen, die aufgrund von Verbindungen zu Terrorismus und insbesondere zur Terrororganisation Volksfront zur Befreiung Palästinas (PFLP) in Haft sind. Der Verein wurde am 2. November 2023 in Deutschland verboten, weil er als internationales Netzwerk unter dem Deckmantel einer „Solidaritätsorganisation“ für Gefangene in verschiedenen Ländern israel- und judenfeindliche Propaganda verbreitet habe.

## Hintergrund
Die Gruppierung Samidoun war am 28. Februar 2021 von der israelischen Regierung als Teil der Volksfront zur Befreiung Palästinas (PFLP) als Terrororganisation eingestuft worden. Sie gilt als zentraler Akteur der israelfeindlichen und antisemitischen Proteste in Berlin in den vergangenen Jahren.
Samidoun forderte auf Kundgebungen die Freilassung von Gefangenen. Die Organisation forderte auch Freiheit für inhaftierte palästinensische Terroristen, setzte Israel mit einem Kolonial- bzw. Apartheidsstaat gleich oder propagiert antizionistische Slogans wie From the River to the Sea, die laut dem Bundesamt für Verfassungsschutz das Existenzrecht Israels negieren.
Als Kopf des Samidoun-Netzwerks gilt nach Angaben des Jüdischen Forums für Demokratie und gegen Antisemitismus (JFDA) der Palästinenser Khaled Barakat. Laut JFDA versucht Samidoun durch sein Auftreten Anschluss an andere antiimperialistische Linke zu bekommen. Im Januar 2022 war die Organisation bei der jährlich in Berlin stattfindenden Liebknecht-Luxemburg-Demonstration vertreten.

### Aktivitäten von Samidoun weltweit
Im Oktober 2022 veranstaltete Samidoun eine Kundgebung vor dem Europäischen Parlament in Brüssel. Der Anführer der Kundgebung, der in Belgien lebende Koordinator für Europa von Samidoun, Mohammed Khatib, forderte die Niederlage Israels, der Europäischen Union und der Vereinigten Staaten „mit allen notwendigen Mitteln“. Er sagte, der israelische Botschafter in Belgien müsse Angst haben, ebenso alle Zionisten und die Europäische Union.
Im März 2023 hielt das Europäische Parlament ein Symposium über die Bekämpfung von Radikalisierung, Extremismus und Terrorismus ab. Abgeordnete und internationale Rechtsexperten erörterten den Bedarf, in der Europäischen Union die Gruppe Samidoun zu verbieten. Das International Legal Forum (ILF) hatte zuvor einen 22-seitigen Bericht veröffentlicht, in dem Europa aufgefordert worden war, Samidoun als Terrorgruppe einzustufen. Samidoun fungiere „als Tochterorganisation der Terrorgruppe Volksfront zur Befreiung Palästinas (PFLP)“, heißt es in dem Bericht. Laut der israel-freundlichen Nachrichtenseite Mena-Watch hatte der ILF-Geschäftsführer Ostrovsky erklärt:

„Die Entscheidung, Samidoun als terroristische Organisation einzustufen, sei es durch die Europäische Union oder die Vereinigten Staaten, sollte nicht aus Gefälligkeit gegenüber Israel getroffen werden, sondern weil es eine unentschuldbare Nachlässigkeit wäre, ihren tödlichen Antisemitismus und ihre untrennbare Verbindung zum Iran weiterhin zu ignorieren. Die Gruppierung stellt eine direkte und klare Sicherheitsbedrohung dar, auch für die Vereinigten Staaten, wo sie ebenfalls aktiv ist und weiterhin Geld für ihre weltweiten Operationen sammelt.“

Im Vereinigten Königreich ist das Samidoun-Netzwerk seit dem Jahr 2022 als Firma angemeldet. Die Rechtsform ist eine Limited (Ltd.) und hat ihren Sitz in London. Geschäftsführerin ist die Kanadierin Charlotte Kates.
Laut der Amadeu Antonio Stiftung ist das Netzwerk in mindestens zehn Ländern in Nordamerika und Europa aktiv und mobilisiert in den Sozialen Medien Menschen „von Neukölln bis Vancouver, vereint im Israelhass“.
2025 führte die Gruppe während des jährlichen Resistance Festivals in Brüssel eine Performance auf, welche stark an das Massaker vom 7. Oktober 2023 in Israel erinnerte.

### Samidoun in Deutschland
Deutsche Sicherheitsbehörden sehen in Samidoun eine Vorfeldorganisation der Volksfront zur Befreiung Palästinas (PFLP), welche in Israel, den Vereinigten Staaten und seit 2002 von der Europäischen Union als Terrororganisation eingestuft wird. Samidoun bestreitet das Existenzrecht Israels und propagiert offen den bewaffneten Kampf gegen Israel, ist aber im Gegensatz zur Hamas nicht religiös geprägt. Der Verfassungsschutz geht von etwa 450 Anhängern der Hamas in Deutschland aus, nach Schätzungen liege die Zahl von Samidoun-Angehörigen deutlich niedriger. Nach dem Terrorangriff der Hamas auf Israel am 7. Oktober 2023 stellte sich Samidoun in Deutschland und in anderen Staaten auf die Seite der Hamas mit öffentlichen Sympathiekundgebungen und Demonstrationen. So hatten Mitglieder des Samidoun-Netzwerks auf der Sonnenallee in Berlin-Neukölln Süßigkeiten verteilt, um die Terror-Angriffe auf Israel zu feiern.

#### Verbot
Der Präsident der Deutsch-Israelischen Gesellschaft e. V. (DIG), Volker Beck (Grüne), forderte in einer Erklärung am 8. Oktober 2023 von der Bundesinnenministerin Nancy Faeser (SPD), dass das Netzwerk Samidoun in Deutschland „endlich verboten werden“ müsse.
In seiner Regierungserklärung am 12. Oktober 2023 kündigte Bundeskanzler Olaf Scholz (SPD) das Verbot der Organisation in Deutschland an. Zuvor hatten sich die Fraktionen im Deutschen Bundestag von SPD, CDU/CSU, Grünen und FDP am 10. Oktober 2023 auf einen gemeinsamen Entschließungsantrag geeinigt, in dem ein „Betätigungs- und gegebenenfalls ein Organisationsverbot für die Hamas und ihre Unterstützer und Vorfeld- und Tarnorganisationen“ gefordert worden waren. Auch ein Verbot des Netzwerks Samidoun wurde in dem Antrag gefordert. Der Antrag sollte am 12. Oktober 2023 im Deutschen Bundestag beschlossen werden.
Das Bundesamt für Verfassungsschutz kündigte am 16. Oktober 2023 an, es werde „zeitnah“ das gesetzliche Betätigungsverbot des Samidoun-Netzwerks umsetzen. Am 2. November 2023 trat dieses in Kraft.

#### Illegale Weiterbetätigung
Auch nach dem Verbot und trotz Löschverfügung betrieben Facebook und Instagram weiterhin Profile von Samidoun Deutschland. Dort wurde die Bundesinnenministerin von der Vereinigung verspottet. Das soziale Netzwerk X (vormals Twitter) kam der sofort vollziehbaren Löschungsanordnung hingegen umgehend nach und unterband die Weiterbetätigung auf seiner Website.
Am 23. November 2023 fanden Durchsuchungen noch bestehender Samidoun-Objekte in Berlin statt. Sie erfolgten auf Anordnungen der zuständigen Verwaltungsgerichte und dienten der Durchsetzung der Verbotsverfügung sowie der weiteren Aufklärung.

## Rezeption
Im Mai 2021 erstattete Uwe Becker (CDU), hessischer Antisemitismus-Beauftragter, eine Strafanzeige gegen Samidoun, das Mitorganisator einer Nakba-Demonstration war. Samidoun hatte auf seiner Internetseite zur „Woche des palästinensischen Kampfes“ aufgerufen. „Wenn Organisationen ganz offen zum bewaffneten Kampf gegen Israel aufrufen und dies auf die Straßen und Plätze unserer Städte tragen, ist dies Terrorwerbung“, sagte Becker.
Der israelische Botschafter in Deutschland, Ron Prosor, erklärte bei seinem Amtsantritt im Juni 2022, er habe nicht erwartet, „dass die Straßen von Neukölln denen von Gaza derart ähneln“. Mit dieser Äußerung reagierte er auf einen Bericht der B.Z. über Plakate des Netzwerks Samidoun an der Sonnenallee in Neukölln. Auf diesen Plakaten hatte die Gruppe Bombenangriffe auf Israel gefeiert und um Spenden für palästinensische Terroristen gebeten.
Er forderte von Deutschland am 8. Oktober 2023 ein hartes Vorgehen gegen das palästinensische Netzwerk Samidoun, das den Terrorangriff der Hamas auf Israel feierte. Jubel über die Ermordung von Zivilisten habe keinen Platz – „weder in Israel oder Deutschland noch sonst irgendwo auf der Welt“. Samidoun sei „ein trojanisches Pferd“, das die deutsche Demokratie missbrauche.
Der Autor und Pädagoge Burak Yılmaz beklagte in einem Interview mit der Rheinischen Post am 12. Oktober 2023 angesichts der Anti-Israel-Demonstrationen, dass er mit muslimischen Jugendlichen nach Auschwitz gefahren sei und „jetzt solidarisierten sich in seiner Stadt Duisburg viele mit dem Terror der Hamas“. Er forderte ein Verbot von anti-israelischen Veranstaltungen. Die Rheinische Post übertitelte, das Interview mit Yılmaz sei ein „Gespräch über Antisemitismus im Kinderzimmer und die Macht des Netzwerks Samidoun“.